# Championnat du monde masculin de handball 2013
Cet article traite du championnat masculin 2013. Pour le championnat féminin, voir Championnat du monde féminin de handball 2013.
Navigation
Suède 2011 Qatar 2015
Le Championnat du monde masculin de handball 2013 est la 23e édition du Championnat du monde masculin de handball qui a lieu du 11 au 27 janvier 2013 en Espagne pour la première fois.
L'Espagne remporte le titre de champion du monde en infligeant une lourde défaite en finale au Danemark sur le score de 35 à 19. La Croatie complète le podium en obtenant la médaille de bronze, après avoir vaincu la Slovénie sur le score de 31 à 26. L'France, tenante du titre, est éliminée en quart de finale par la Croatie.
Les danois Mikkel Hansen et Anders Eggert sont les meilleur joueur et meilleur buteur (55 buts) de la compétition.

## Présentation

### Désignation du pays hôte
L'Espagne a été désignée pays organisateur de ce championnat du monde, par la Fédération internationale de handball, le 2 octobre 2010 après que la Norvège a retiré sa candidature. C'est la première fois que l'Espagne se voit attribuer l'organisation des championnats du monde de handball.

### Lieux de compétition
Six villes espagnoles accueilleront les rencontres.
| Barcelone                                                       | Madrid                                                          | Saragosse                                                       | Granollers                              |
| --------------------------------------------------------------- | --------------------------------------------------------------- | --------------------------------------------------------------- | --------------------------------------- |
| Palau Sant Jordi                                                | Caja Mágica                                                     | Pabellón Príncipe Felipe                                        | Palau d'Esports de Granollers           |
| Capacité : 16 500                                               | Capacité : 12 442                                               | Capacité : 11 000                                               | Capacité : 5 685                        |
|                                                                 |                                                                 |                                                                 |                                         |
| \| Barcelone Granollers Guadalajara Madrid Séville Saragosse \| | \| Barcelone Granollers Guadalajara Madrid Séville Saragosse \| | \| Barcelone Granollers Guadalajara Madrid Séville Saragosse \| | Guadalajara                             |
| \| Barcelone Granollers Guadalajara Madrid Séville Saragosse \| | \| Barcelone Granollers Guadalajara Madrid Séville Saragosse \| | \| Barcelone Granollers Guadalajara Madrid Séville Saragosse \| | Palacio Multiusos de Guadalajara        |
| \| Barcelone Granollers Guadalajara Madrid Séville Saragosse \| | \| Barcelone Granollers Guadalajara Madrid Séville Saragosse \| | \| Barcelone Granollers Guadalajara Madrid Séville Saragosse \| | Capacité : 5 894                        |
| \| Barcelone Granollers Guadalajara Madrid Séville Saragosse \| | \| Barcelone Granollers Guadalajara Madrid Séville Saragosse \| | \| Barcelone Granollers Guadalajara Madrid Séville Saragosse \| |                                         |
| \| Barcelone Granollers Guadalajara Madrid Séville Saragosse \| | \| Barcelone Granollers Guadalajara Madrid Séville Saragosse \| | \| Barcelone Granollers Guadalajara Madrid Séville Saragosse \| | Séville                                 |
| \| Barcelone Granollers Guadalajara Madrid Séville Saragosse \| | \| Barcelone Granollers Guadalajara Madrid Séville Saragosse \| | \| Barcelone Granollers Guadalajara Madrid Séville Saragosse \| | Palacio Municipal de Deportes San Pablo |
| \| Barcelone Granollers Guadalajara Madrid Séville Saragosse \| | \| Barcelone Granollers Guadalajara Madrid Séville Saragosse \| | \| Barcelone Granollers Guadalajara Madrid Séville Saragosse \| | Capacité : 7 626                        |
| \| Barcelone Granollers Guadalajara Madrid Séville Saragosse \| | \| Barcelone Granollers Guadalajara Madrid Séville Saragosse \| | \| Barcelone Granollers Guadalajara Madrid Séville Saragosse \| |                                         |
| Barcelone Granollers Guadalajara Madrid Séville Saragosse       |                                                                 |                                                                 |                                         |

1. ↑  Initialement prévue pour recevoir des matches du groupe D, la Madrid Arena est finalement remplacée le 10 décembre 2012, étant fermée sur ordre judiciaire à la suite d'un incident ayant causé la mort de cinq personnes et survenu quelques mois plus tôt.

### Qualifications
Les 24 participants furent désignés au moyen des compétitions continentales de l’année 2011 et de tournois de qualification en Europe en 2012. Le pays organisateur, l'Espagne, ainsi que le champion du monde en titre, la France, sont qualifiés d'office.
| Continent         | Nombre | Moyen de qualification           | Date            | Qualifiée(s)                           |
| ----------------- | ------ | -------------------------------- | --------------- | -------------------------------------- |
| -                 | 1      | Organisateur                     | 2 octobre 2010  | Espagne                                |
| -                 | 1      | Tenant du titre                  | 30 janvier 2011 | France                                 |
| Afrique (CAHB)    | 3      | Championnat d'Afrique 2012       | 20 janvier 2012 | Tunisie, Algérie et Égypte             |
| Europe (EHF)      | 3      | Championnat d'Europe 2012        | 29 janvier 2012 | Danemark, Serbie et Croatie            |
| Europe (EHF)      | 9      | Tournois qualificatifs européens | 10-16 juin 2012 | cf. ci-dessous                         |
| Asie (AHF)        | 3      | Championnat d'Asie 2012          | 5 février 2012  | Corée du Sud, Qatar et Arabie saoudite |
| Amériques (PATHF) | 3      | Championnat panaméricain 2012    | 23 juin 2012    | Brésil, Argentine et Chili             |
| Océanie (OCHF)    | 1      | Championnat d'Océanie 2012       | 23 juin 2012    | Australie                              |

Résultats des Tournois qualificatifs européens (en)
| Nation    | Aller   | Total   | Retour  | Nation             |
| --------- | ------- | ------- | ------- | ------------------ |
| Lituanie  | 17 – 24 | 39 – 50 | 22 – 26 | Pologne            |
| Russie    | 23 – 22 | 54 – 49 | 31 – 27 | Rép. tchèque       |
| Slovénie  | 31 – 26 | 58 – 52 | 27 – 26 | Portugal           |
| Slovaquie | 24 – 26 | 49 – 50 | 25 – 24 | Biélorussie        |
| Macédoine | 26 – 21 | 53 – 51 | 27 – 30 | Autriche           |
| Hongrie   | 27 – 21 | 54 – 52 | 27 – 31 | Norvège            |
| Islande   | 41 – 27 | 73 – 51 | 32 – 24 | Pays-Bas           |
| Allemagne | 36 – 24 | 60 – 57 | 24 – 33 | Bosnie-Herzégovine |
| Suède     | 22 – 21 | 40 – 41 | 18 – 20 | Monténégro         |

## Phase de groupes
Le tirage de la composition des groupes a eu lieu le 19 juillet 2012.
Les quatre premiers de chaque poule se qualifient pour les Huitièmes de finale.
C'est la première fois depuis 2001 que le championnat du monde ne prévoit qu'un tour de matchs en groupe avant la phase finale à élimination directe.

### Critères de qualification
Si deux équipes ou plus possèdent le même nombre de points, les équipes sont départagées selon les critères suivants dans l'ordre suivant :
1. nombre de points acquis dans les matchs entre les équipes concernées ;
2. différence de buts dans les matchs entre les équipes concernées ;
3. nombre de buts marqués dans les matchs entre les équipes concernées (si plus de deux équipes sont à égalité de points) ;
4. différence de but générale dans tous les matchs du groupe ;
5. nombre de buts marqués dans tous les matchs du groupe ;
6. tirage au sort.

Légende
- Qualification pour les huitièmes de finale
- Éliminé, matchs de classement via la Coupe du Président

### Groupe A
|   | Équipe     | Pts | J | G | N | P | Bp  | Bc  | Diff | Dép  |
| - | ---------- | --- | - | - | - | - | --- | --- | ---- | ---- |
| 1 | Allemagne  | 8   | 5 | 4 | 0 | 1 | 148 | 126 | 22   | +2*  |
| 2 | France     | 8   | 5 | 4 | 0 | 1 | 154 | 124 | 30   | -2*  |
| 3 | Brésil     | 6   | 5 | 3 | 0 | 2 | 122 | 127 | -5   | +5** |
| 4 | Tunisie    | 6   | 5 | 3 | 0 | 2 | 123 | 123 | 0    | -5** |
| 5 | Argentine  | 2   | 5 | 1 | 0 | 4 | 116 | 138 | -22  | /    |
| 6 | Monténégro | 0   | 5 | 0 | 0 | 5 | 117 | 142 | -25  | /    |

* L'Allemagne devance la France grâce à sa victoire (critère n°1).
** Le Brésil devance la Tunisie grâce à sa victoire (critère n°1).

### Groupe B
|   | Équipe    | Pts | J | G | N | P | Bp  | Bc  | Diff |
| - | --------- | --- | - | - | - | - | --- | --- | ---- |
| 1 | Danemark  | 10  | 5 | 5 | 0 | 0 | 184 | 136 | 48   |
| 2 | Russie    | 7   | 5 | 3 | 1 | 1 | 151 | 131 | 20   |
| 3 | Islande   | 6   | 5 | 3 | 0 | 2 | 153 | 136 | 17   |
| 4 | Macédoine | 5   | 5 | 2 | 1 | 2 | 142 | 143 | -1   |
| 5 | Qatar     | 2   | 5 | 1 | 0 | 4 | 139 | 166 | -27  |
| 6 | Chili     | 0   | 5 | 0 | 0 | 5 | 121 | 178 | -57  |

### Groupe C

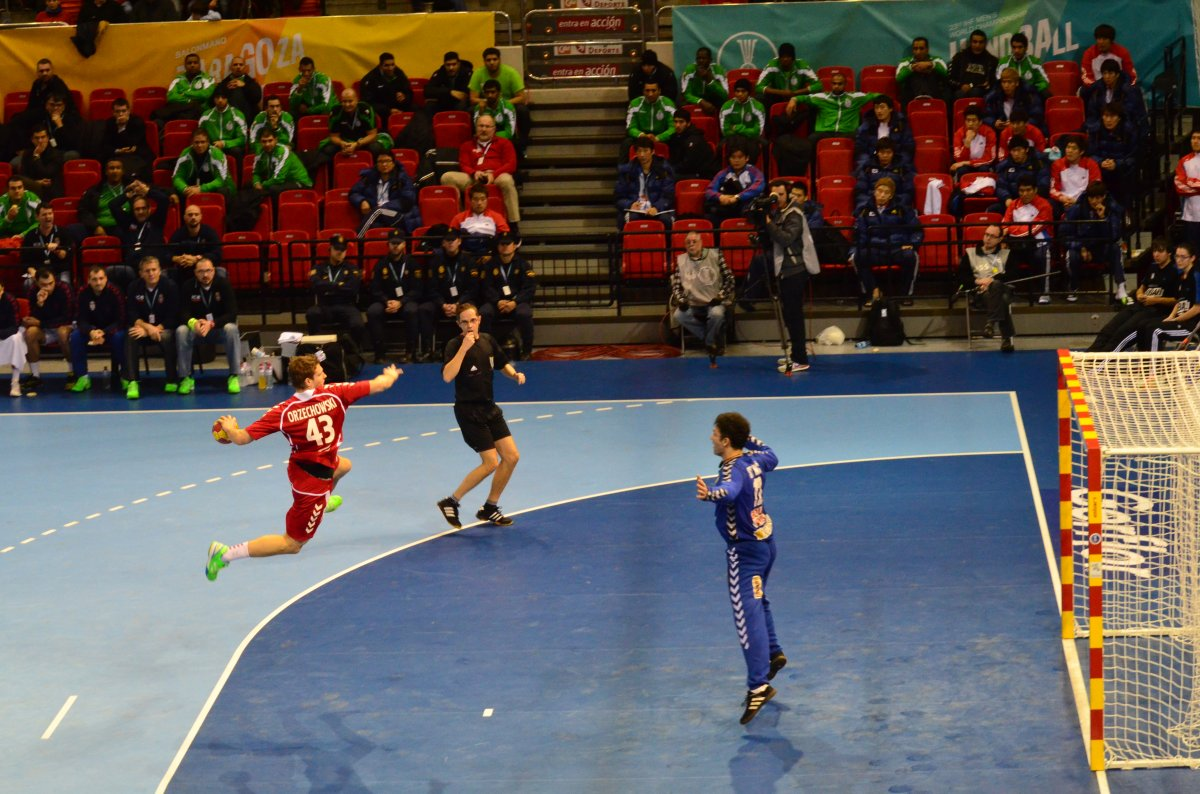
Action de but lors de Pologne - Serbie (Groupe C).

|   | Équipe          | Pts | J | G | N | P | Bp  | Bc  | Diff |
| - | --------------- | --- | - | - | - | - | --- | --- | ---- |
| 1 | Slovénie        | 10  | 5 | 5 | 0 | 0 | 151 | 130 | 21   |
| 2 | Pologne         | 8   | 5 | 4 | 0 | 1 | 134 | 110 | 24   |
| 3 | Serbie          | 6   | 5 | 3 | 0 | 2 | 150 | 128 | 22   |
| 4 | Biélorussie     | 4   | 5 | 2 | 0 | 3 | 135 | 120 | 15   |
| 5 | Arabie saoudite | 2   | 5 | 1 | 0 | 4 | 95  | 145 | -50  |
| 6 | Corée du Sud    | 0   | 5 | 0 | 0 | 5 | 116 | 148 | -32  |

### Groupe D
|    | Équipe    | Pts | J | G | N | P | Bp  | Bc  | Diff |
| -- | --------- | --- | - | - | - | - | --- | --- | ---- |
| 1  | Croatie   | 10  | 5 | 5 | 0 | 0 | 148 | 99  | 49   |
| 2  | Espagne   | 8   | 5 | 4 | 0 | 1 | 160 | 98  | 62   |
| 3  | Hongrie   | 6   | 5 | 3 | 0 | 2 | 147 | 120 | 27   |
| 4* | Égypte    | 3   | 5 | 1 | 1 | 3 | 130 | 123 | 7    |
| 5* | Algérie   | 3   | 5 | 1 | 1 | 3 | 123 | 126 | -3   |
| 6  | Australie | 0   | 5 | 0 | 0 | 5 | 66  | 208 | -142 |

* : l'Égypte devance l'Algérie à la différence de buts générale (critère n°4).

## Phase finale
Les quarts de finale, supprimés en 2009, sont donc réintroduits. Il n'y avait plus eu de 8èmes de finale depuis le Mondial 2001 en France.

### Tableau récapitulatif
|  | Huitièmes de finale | Huitièmes de finale |           |                        | Quarts de finale       | Quarts de finale |  |  | Demi-finales | Demi-finales |  |  | Finale | Finale |
|  | Huitièmes de finale | Huitièmes de finale |           |                        | Quarts de finale       | Quarts de finale |  |  | Demi-finales | Demi-finales |  |  | Finale | Finale |
|  |                     |                     |           |                        |                        |                  |  |  |              |              |  |  |        |        |
|  |                     |                     |           |                        |                        |                  |  |  |              |              |  |  |        |        |
|  |                     |                     |           |                        |                        |                  |  |  |              |              |  |  |        |        |
|  | Danemark            | 30                  |           |                        |                        |                  |  |  |              |              |  |  |        |        |
|  | Danemark            | 30                  |           |                        |                        |                  |  |  |              |              |  |  |        |        |
|  | Tunisie             | 23                  |           |                        |                        |                  |  |  |              |              |  |  |        |        |
|  | Tunisie             | 23                  | Danemark  | 28                     |                        |                  |  |  |              |              |  |  |        |        |
|  |                     |                     | Danemark  | 28                     |                        |                  |  |  |              |              |  |  |        |        |
|  |                     | Hongrie             | 26        |                        |                        |                  |  |  |              |              |  |  |        |        |
|  | Hongrie             | Hongrie             | 26        | 27                     |                        |                  |  |  |              |              |  |  |        |        |
|  | Hongrie             |                     |           | 27                     |                        |                  |  |  |              |              |  |  |        |        |
|  | Pologne             | 19                  |           |                        |                        |                  |  |  |              |              |  |  |        |        |
|  | Pologne             | 19                  | Danemark  | 30                     |                        |                  |  |  |              |              |  |  |        |        |
|  |                     |                     | Danemark  | 30                     |                        |                  |  |  |              |              |  |  |        |        |
|  |                     | Croatie             | 24        |                        |                        |                  |  |  |              |              |  |  |        |        |
|  | Islande             | Croatie             | 24        | 28                     |                        |                  |  |  |              |              |  |  |        |        |
|  | Islande             |                     |           | 28                     |                        |                  |  |  |              |              |  |  |        |        |
|  | France              | 30                  |           |                        |                        |                  |  |  |              |              |  |  |        |        |
|  | France              | 30                  | France    | 23                     |                        |                  |  |  |              |              |  |  |        |        |
|  |                     |                     | France    | 23                     |                        |                  |  |  |              |              |  |  |        |        |
|  |                     | Croatie             | 30        |                        |                        |                  |  |  |              |              |  |  |        |        |
|  | Croatie             | Croatie             | 30        | 33                     |                        |                  |  |  |              |              |  |  |        |        |
|  | Croatie             |                     |           | 33                     |                        |                  |  |  |              |              |  |  |        |        |
|  | Biélorussie         | 24                  |           |                        |                        |                  |  |  |              |              |  |  |        |        |
|  | Biélorussie         | 24                  | Danemark  | 19                     |                        |                  |  |  |              |              |  |  |        |        |
|  |                     |                     | Danemark  | 19                     |                        |                  |  |  |              |              |  |  |        |        |
|  |                     | Espagne             | 35        |                        |                        |                  |  |  |              |              |  |  |        |        |
|  | Allemagne           | Espagne             | 35        | 28                     |                        |                  |  |  |              |              |  |  |        |        |
|  | Allemagne           |                     |           | 28                     |                        |                  |  |  |              |              |  |  |        |        |
|  | Macédoine           | 23                  |           |                        |                        |                  |  |  |              |              |  |  |        |        |
|  | Macédoine           | 23                  | Allemagne | 24                     |                        |                  |  |  |              |              |  |  |        |        |
|  |                     |                     | Allemagne | 24                     |                        |                  |  |  |              |              |  |  |        |        |
|  |                     | Espagne             | 28        |                        |                        |                  |  |  |              |              |  |  |        |        |
|  | Serbie              | Espagne             | 28        | 20                     |                        |                  |  |  |              |              |  |  |        |        |
|  | Serbie              |                     |           | 20                     |                        |                  |  |  |              |              |  |  |        |        |
|  | Espagne             | 31                  |           |                        |                        |                  |  |  |              |              |  |  |        |        |
|  | Espagne             | 31                  | Espagne   | 26                     |                        |                  |  |  |              |              |  |  |        |        |
|  |                     |                     | Espagne   | 26                     |                        |                  |  |  |              |              |  |  |        |        |
|  |                     | Slovénie            | 22        |                        |                        |                  |  |  |              |              |  |  |        |        |
|  | Brésil              | Slovénie            | 22        | 26                     |                        |                  |  |  |              |              |  |  |        |        |
|  | Brésil              |                     |           | 26                     |                        |                  |  |  |              |              |  |  |        |        |
|  | Russie              | 27                  |           | Match pour la 3e place | Match pour la 3e place |                  |  |  |              |              |  |  |        |        |
|  | Russie              | 27                  | Russie    | Match pour la 3e place | Match pour la 3e place | 27               |  |  |              |              |  |  |        |        |
|  |                     |                     | Russie    |                        |                        | 27               |  |  |              |              |  |  |        |        |
|  |                     | Slovénie            | 28        |                        |                        |                  |  |  |              |              |  |  |        |        |
|  | Slovénie            | Slovénie            | 28        | 31                     | Croatie                | 31               |  |  |              |              |  |  |        |        |
|  | Slovénie            |                     |           | 31                     | Croatie                | 31               |  |  |              |              |  |  |        |        |
|  | Égypte              | 26                  |           | Slovénie               | 26                     |                  |  |  |              |              |  |  |        |        |
|  | Égypte              | 26                  |           | Slovénie               | 26                     |                  |  |  |              |              |  |  |        |        |

### Huitièmes de finale
| 20 janvier 2013 15 h 45 CET | Allemagne      | 28 – 23 | Macédoine       | Palau Sant Jordi, Barcelone Affluence : 6 000 Arbitrage : Krstič, Ljubič |
| 20 janvier 2013 15 h 45 CET | Stefan Kneer 5 | (13–9)  | Kiril Lazarov 8 | Palau Sant Jordi, Barcelone Affluence : 6 000 Arbitrage : Krstič, Ljubič |
| 20 janvier 2013 15 h 45 CET | ×4             | Rapport | ×3 ×6           | Palau Sant Jordi, Barcelone Affluence : 6 000 Arbitrage : Krstič, Ljubič |

| 20 janvier 2013 17 h 30 CET | Brésil                             | 26 – 27 | Russie            | pavillon Príncipe Felipe, Saragosse Affluence : 1 700 Arbitrage : Leifsson, Palsson |
| 20 janvier 2013 17 h 30 CET | Felipe Borges, Vinicius Teixeira 6 | (14–14) | Sergueï Gorbok 11 | pavillon Príncipe Felipe, Saragosse Affluence : 1 700 Arbitrage : Leifsson, Palsson |
| 20 janvier 2013 17 h 30 CET | ×3 ×1                              | Rapport | ×2 ×4             | pavillon Príncipe Felipe, Saragosse Affluence : 1 700 Arbitrage : Leifsson, Palsson |

| 20 janvier 2013 20 h 15 CET | Danemark            | 30 – 23 | Tunisie             | pavillon Príncipe Felipe, Saragosse Affluence : 1 700 Arbitrage : Gubica, Milosevic |
| 20 janvier 2013 20 h 15 CET | Nikolaj Markussen 6 | (16–11) | Oussema Boughanmi 5 | pavillon Príncipe Felipe, Saragosse Affluence : 1 700 Arbitrage : Gubica, Milosevic |
| 20 janvier 2013 20 h 15 CET | ×2 ×4               | Rapport | ×4 ×7               | pavillon Príncipe Felipe, Saragosse Affluence : 1 700 Arbitrage : Gubica, Milosevic |

| 20 janvier 2013 20 h 15 CET | Islande          | 28 – 30 | France            | Palau Sant Jordi, Barcelone Affluence : 7 000 Arbitrage : Nikolov, Nachevski |
| 20 janvier 2013 20 h 15 CET | Þórir Ólafsson 7 | (14–15) | Samuel Honrubia 7 | Palau Sant Jordi, Barcelone Affluence : 7 000 Arbitrage : Nikolov, Nachevski |
| 20 janvier 2013 20 h 15 CET | ×3 ×2            | Rapport | ×3                | Palau Sant Jordi, Barcelone Affluence : 7 000 Arbitrage : Nikolov, Nachevski |

| 21 janvier 2013 19 h CET | Serbie          | 20 - 31   | Espagne        | pavillon Príncipe Felipe, Saragosse Affluence : 9 400 Arbitrage : Horáček, Novotný |
| 21 janvier 2013 19 h CET | Petar Nenadić 4 | (12 - 20) | Albert Rocas 7 | pavillon Príncipe Felipe, Saragosse Affluence : 9 400 Arbitrage : Horáček, Novotný |
| 21 janvier 2013 19 h CET | ×4 ×5 ×1        | Rapport   | ×4 ×3 ×1       | pavillon Príncipe Felipe, Saragosse Affluence : 9 400 Arbitrage : Horáček, Novotný |

| 21 janvier 2013 19 h CET | Slovénie       | 31 - 26   | Égypte            | Palau Sant Jordi, Barcelone Affluence : 3 000 Arbitrage : Baďura, Ondogrecula |
| 21 janvier 2013 19 h CET | Jure Dolenec 6 | (19 - 11) | Ahmed El-Ahmar 10 | Palau Sant Jordi, Barcelone Affluence : 3 000 Arbitrage : Baďura, Ondogrecula |
| 21 janvier 2013 19 h CET | ×4 ×5          | Rapport   | ×3                | Palau Sant Jordi, Barcelone Affluence : 3 000 Arbitrage : Baďura, Ondogrecula |

| 21 janvier 2013 21 h 30 CET | Hongrie          | 27 - 19  | Pologne           | Palau Sant Jordi, Barcelone Arbitrage : Geipel, Helbig |
| 21 janvier 2013 21 h 30 CET | Gergő Iváncsik 6 | (10 - 9) | Bartosz Jurecki 5 | Palau Sant Jordi, Barcelone Arbitrage : Geipel, Helbig |
| 21 janvier 2013 21 h 30 CET | ×2               | Rapport  | ×3 ×2             | Palau Sant Jordi, Barcelone Arbitrage : Geipel, Helbig |

| 21 janvier 2013 21 h 30 CET | Croatie          | 33 - 24  | Biélorussie | pavillon Príncipe Felipe, Saragosse Affluence : 5 600 Arbitrage : Caçador, Nicolau |
| 21 janvier 2013 21 h 30 CET | Luka Stepančić 6 | (21 - 9) | 4 joueurs 4 | pavillon Príncipe Felipe, Saragosse Affluence : 5 600 Arbitrage : Caçador, Nicolau |
| 21 janvier 2013 21 h 30 CET | ×2               | Rapport  | ×2          | pavillon Príncipe Felipe, Saragosse Affluence : 5 600 Arbitrage : Caçador, Nicolau |

### Quarts de finale
| 23 janvier 2013 18 h 15 CET | Russie               | 27 - 28   | Slovénie            | Palau Sant Jordi , Barcelone Arbitrage : Geipel, Helbig |
| 23 janvier 2013 18 h 15 CET | Chelmenko, Dibirov 6 | (13 - 14) | L. Žvižej, Zorman 5 | Palau Sant Jordi , Barcelone Arbitrage : Geipel, Helbig |
| 23 janvier 2013 18 h 15 CET | ×4 ×11 ×3            | Rapport   | ×3 ×5               | Palau Sant Jordi , Barcelone Arbitrage : Geipel, Helbig |

| 23 janvier 2013 19 h 00 CET | Allemagne                   | 24 - 28   | Espagne              | pavillon Príncipe Felipe, Saragosse Affluence : 10 600 Arbitrage : Gubica, Milosevic |
| 23 janvier 2013 19 h 00 CET | Sven-Sören Christophersen 6 | (14 - 12) | Tomás, Aguinagalde 7 | pavillon Príncipe Felipe, Saragosse Affluence : 10 600 Arbitrage : Gubica, Milosevic |
| 23 janvier 2013 19 h 00 CET | ×3 ×7                       | Rapport   | ×2 ×4                | pavillon Príncipe Felipe, Saragosse Affluence : 10 600 Arbitrage : Gubica, Milosevic |

| 23 janvier 2013 20 h 45 CET | Danemark         | 28 - 26   | Hongrie       | Palau Sant Jordi , Barcelone Affluence : 8 000 Arbitrage : Krstič, Ljubič |
| 23 janvier 2013 20 h 45 CET | Hans Lindberg 10 | (18 - 11) | László Nagy 8 | Palau Sant Jordi , Barcelone Affluence : 8 000 Arbitrage : Krstič, Ljubič |
| 23 janvier 2013 20 h 45 CET | ×3 ×6            | Rapport   | ×4 ×3         | Palau Sant Jordi , Barcelone Affluence : 8 000 Arbitrage : Krstič, Ljubič |

| 23 janvier 2013 21 h 30 CET | France             | 23 - 30   | Croatie           | pavillon Príncipe Felipe, Saragosse Affluence : 7 500 Arbitrage : Raluy, Sabroso |
| 23 janvier 2013 21 h 30 CET | Cédric Sorhaindo 5 | (12 - 13) | Domagoj Duvnjak 9 | pavillon Príncipe Felipe, Saragosse Affluence : 7 500 Arbitrage : Raluy, Sabroso |
| 23 janvier 2013 21 h 30 CET | ×4 ×3              | Rapport   | ×4 ×3 ×1          | pavillon Príncipe Felipe, Saragosse Affluence : 7 500 Arbitrage : Raluy, Sabroso |

### Demi-finales
| 25 janvier 2013 19 h 15 CET | Slovénie        | 22 - 26   | Espagne         | Palau Sant Jordi, Barcelone Arbitrage : Leifsson, Pálsson |
| 25 janvier 2013 19 h 15 CET | Gasper Marguc 7 | (12 - 13) | Joan Cañellas 5 | Palau Sant Jordi, Barcelone Arbitrage : Leifsson, Pálsson |
| 25 janvier 2013 19 h 15 CET | ×4 ×3           | Rapport   | ×3 ×2           | Palau Sant Jordi, Barcelone Arbitrage : Leifsson, Pálsson |

| 25 janvier 2013 21 h 30 CET | Danemark        | 30 - 24   | Croatie         | Palau Sant Jordi, Barcelone Arbitrage : Horacek Vaclav, Novotny Jiri |
| 25 janvier 2013 21 h 30 CET | Anders Eggert 9 | (14 - 11) | Damir Bičanić 6 | Palau Sant Jordi, Barcelone Arbitrage : Horacek Vaclav, Novotny Jiri |
| 25 janvier 2013 21 h 30 CET | ×3              | Rapport   | ×3 ×2           | Palau Sant Jordi, Barcelone Arbitrage : Horacek Vaclav, Novotny Jiri |

### Match pour la troisième place
| 26 janvier 2013 19 h 00 CET | Slovénie        | 26 - 31   | Croatie          | Palau Sant Jordi, Barcelone Affluence : 8 500 Arbitrage : Načevski, Nikolov |
| 26 janvier 2013 19 h 00 CET | Vid Kavtičnik 4 | (13 - 14) | Duvnjak, Čupić 8 | Palau Sant Jordi, Barcelone Affluence : 8 500 Arbitrage : Načevski, Nikolov |
| 26 janvier 2013 19 h 00 CET | ×4 ×2 ×1        | Rapport   | ×3 ×4            | Palau Sant Jordi, Barcelone Affluence : 8 500 Arbitrage : Načevski, Nikolov |

### Finale
| 27 janvier 2013 17 h 15 CET | Danemark                 | 19 - 35   | Espagne         | Palau Sant Jordi, Barcelone Arbitrage : Krstič Nenad, Ljubič Peter |
| 27 janvier 2013 17 h 15 CET | Søndergaard, Møllgaard 4 | (10 - 18) | Joan Cañellas 7 | Palau Sant Jordi, Barcelone Arbitrage : Krstič Nenad, Ljubič Peter |
| 27 janvier 2013 17 h 15 CET | ×3 ×2                    | Rapport   | ×3              | Palau Sant Jordi, Barcelone Arbitrage : Krstič Nenad, Ljubič Peter |

| Composition:    |     |    |                         |       |                     |
|                 | GB  | 1  | Niklas Landin Jacobsen  | 6/23  |                     |
|                 | GB  | 16 | Jannick Green           | 10/28 |                     |
|                 | DC  | 6  | Casper Ulrich Mortensen | 0/2   |                     |
|                 | ALG | 7  | Anders Eggert           | 3/5   |                     |
|                 | ARD | 10 | Nikolaj Markussen       | 2/7   | Averti              |
|                 | DC  | 11 | Rasmus Lauge            | 1/3   |                     |
|                 | DC  | 13 | Bo Spellerberg          | 0/0   |                     |
|                 | P   | 15 | Jesper Nøddesbo         | 1/4   |                     |
|                 | ALD | 17 | Lasse Svan Hansen       | 0/1   |                     |
|                 | ALD | 18 | Hans Lindberg           | 1/2   | Averti              |
|                 | P   | 19 | René Toft Hansen        | 0/1   |                     |
|                 | ARG | 21 | Henrik Møllgaard        | 4/7   | Averti · Suspension |
|                 | ARD | 22 | Kasper Søndergaard      | 4/9   | 11                  |
|                 | P   | 23 | Henrik Toft Hansen      | 1/1   |                     |
|                 | ARG | 24 | Mikkel Hansen           | 2/5   |                     |
|                 | ARD | 26 | Kasper Nielsen          | 0/0   |                     |
| Sélectionneur : |     |    |                         |       |                     |
| Ulrik Wilbek    |     |    |                         |       |                     |

| Graphique montrant l'évolution globale du score |                |       |
| 19/47                                           | Buts marqués   | 35/54 |
| 40 %                                            | % réussite     | 64 %  |
| 2/2                                             | Jets de 7 m    | 1/1   |
| 4 min                                           | Suspensions    | 6 min |
| 3                                               | Cartons jaunes | 3     |
| 0                                               | Cartons rouges | 0     |
| 16/51                                           | Arrêts         | 14/33 |
| 31 %                                            | % d'arrêts     | 42 %  |

| Composition:         |     |    |                        |       |                     |
|                      | GB  | 12 | José Manuel Sierra     | 2/5   |                     |
|                      | GB  | 16 | Arpad Šterbik          | 12/28 |                     |
|                      | ARG | 2  | Alberto Entrerríos     | 3/5   |                     |
|                      | ALD | 4  | Albert Rocas           | 0/1   |                     |
|                      | ARD | 5  | Jorge Maqueda          | 5/7   | Averti · Suspension |
|                      | ALG | 8  | Víctor Tomás           | 1/2   |                     |
|                      | DC  | 11 | Daniel Sarmiento       | 1/1   |                     |
|                      | P   | 13 | Julen Aguinagalde      | 5/7   |                     |
|                      | DC  | 21 | Joan Cañellas          | 7/8   | Averti              |
|                      | ARD | 22 | Ángel Montoro (en)     | 2/3   |                     |
|                      | DF  | 24 | Viran Morros           | 1/1   |                     |
|                      | ARG | 25 | Carlos Ruesga          | 0/3   |                     |
|                      | ARG | 26 | Antonio García Robledo | 2/4   | Suspension          |
|                      | ALG | 28 | Valero Rivera (fils)   | 6/9   |                     |
|                      | ALG | 29 | Aitor Ariño            | 0/0   | Suspension          |
|                      | P   | 30 | Gedeón Guardiola       | 2/3   | Averti              |
| Sélectionneur :      |     |    |                        |       |                     |
| Valero Rivera (père) |     |    |                        |       |                     |

| → Légende: ALD: Ailier droite, ALG: Ailier gauche, ARD: Arrière droit, ARG: Arrière gauche, DC: Demi-centre, DF: Défenseur, GB: Gardien de but, P: Pivot, X: N'a pas joué |

## Coupe du Président
Cette coupe voit d'une part les cinquièmes des poules s'affronter en demi-finale et finale pour les places de 17 à 20 et, d'autre part, les sixièmes pour les places de 21 à 24.

### Places de17eà20e
|  | Demi finales de classement    | Demi finales de classement    |                         |    | Match pour la 17e place       | Match pour la 17e place       |
|  | Demi finales de classement    | Demi finales de classement    |                         |    | Match pour la 17e place       | Match pour la 17e place       |
|  |                               |                               |                         |    |                               |                               |
|  | 21 janvier 2013 à Guadalajara | 21 janvier 2013 à Guadalajara |                         |    | 22 janvier 2013 à Guadalajara | 22 janvier 2013 à Guadalajara |
|  | 21 janvier 2013 à Guadalajara | 21 janvier 2013 à Guadalajara |                         |    | 22 janvier 2013 à Guadalajara | 22 janvier 2013 à Guadalajara |
|  | Argentine                     | 30                            |                         |    | 22 janvier 2013 à Guadalajara | 22 janvier 2013 à Guadalajara |
|  | Argentine                     | 30                            |                         |    | 22 janvier 2013 à Guadalajara | 22 janvier 2013 à Guadalajara |
|  | Qatar                         | 26                            |                         |    | 22 janvier 2013 à Guadalajara | 22 janvier 2013 à Guadalajara |
|  | Qatar                         | 26                            | Argentine               | 23 |                               |                               |
|  | 21 janvier 2013 à Guadalajara |                               | Argentine               | 23 |                               |                               |
|  |                               | Algérie                       | 29                      |    |                               |                               |
|  | Arabie saoudite               | Algérie                       | 29                      | 24 |                               |                               |
|  | Arabie saoudite               |                               |                         | 24 |                               |                               |
|  | Algérie                       | 28                            |                         |    |                               |                               |
|  | Algérie                       | 28                            | Match pour la 19e place |    |                               |                               |
|  |                               |                               |                         |    |                               |                               |
|  | 22 janvier 2013 à Guadalajara |                               |                         |    |                               |                               |
|  |                               |                               |                         |    |                               |                               |
|  | Qatar                         | 30                            |                         |    |                               |                               |
|  | Qatar                         | 30                            |                         |    |                               |                               |
|  | Arabie saoudite               | 33                            |                         |    |                               |                               |
|  | Arabie saoudite               | 33                            |                         |    |                               |                               |

### Places de21eà24e
|  | Demi finales de classement    | Demi finales de classement    |                         |    | Match pour la 21e place       | Match pour la 21e place       |
|  | Demi finales de classement    | Demi finales de classement    |                         |    | Match pour la 21e place       | Match pour la 21e place       |
|  |                               |                               |                         |    |                               |                               |
|  | 21 janvier 2013 à Guadalajara | 21 janvier 2013 à Guadalajara |                         |    | 22 janvier 2013 à Guadalajara | 22 janvier 2013 à Guadalajara |
|  | 21 janvier 2013 à Guadalajara | 21 janvier 2013 à Guadalajara |                         |    | 22 janvier 2013 à Guadalajara | 22 janvier 2013 à Guadalajara |
|  | Monténégro                    | 35                            |                         |    | 22 janvier 2013 à Guadalajara | 22 janvier 2013 à Guadalajara |
|  | Monténégro                    | 35                            |                         |    | 22 janvier 2013 à Guadalajara | 22 janvier 2013 à Guadalajara |
|  | Chili                         | 31                            |                         |    | 22 janvier 2013 à Guadalajara | 22 janvier 2013 à Guadalajara |
|  | Chili                         | 31                            | Monténégro              | 27 |                               |                               |
|  | 21 janvier 2013 à Guadalajara |                               | Monténégro              | 27 |                               |                               |
|  |                               | Corée du Sud                  | 30                      |    |                               |                               |
|  | Australie                     | Corée du Sud                  | 30                      | 14 |                               |                               |
|  | Australie                     |                               |                         | 14 |                               |                               |
|  | Corée du Sud                  | 36                            |                         |    |                               |                               |
|  | Corée du Sud                  | 36                            | Match pour la 23e place |    |                               |                               |
|  |                               |                               |                         |    |                               |                               |
|  | 22 janvier 2013 à Guadalajara |                               |                         |    |                               |                               |
|  |                               |                               |                         |    |                               |                               |
|  | Chili                         | 32                            |                         |    |                               |                               |
|  | Chili                         | 32                            |                         |    |                               |                               |
|  | Australie                     | 23                            |                         |    |                               |                               |
|  | Australie                     | 23                            |                         |    |                               |                               |

## Classement final

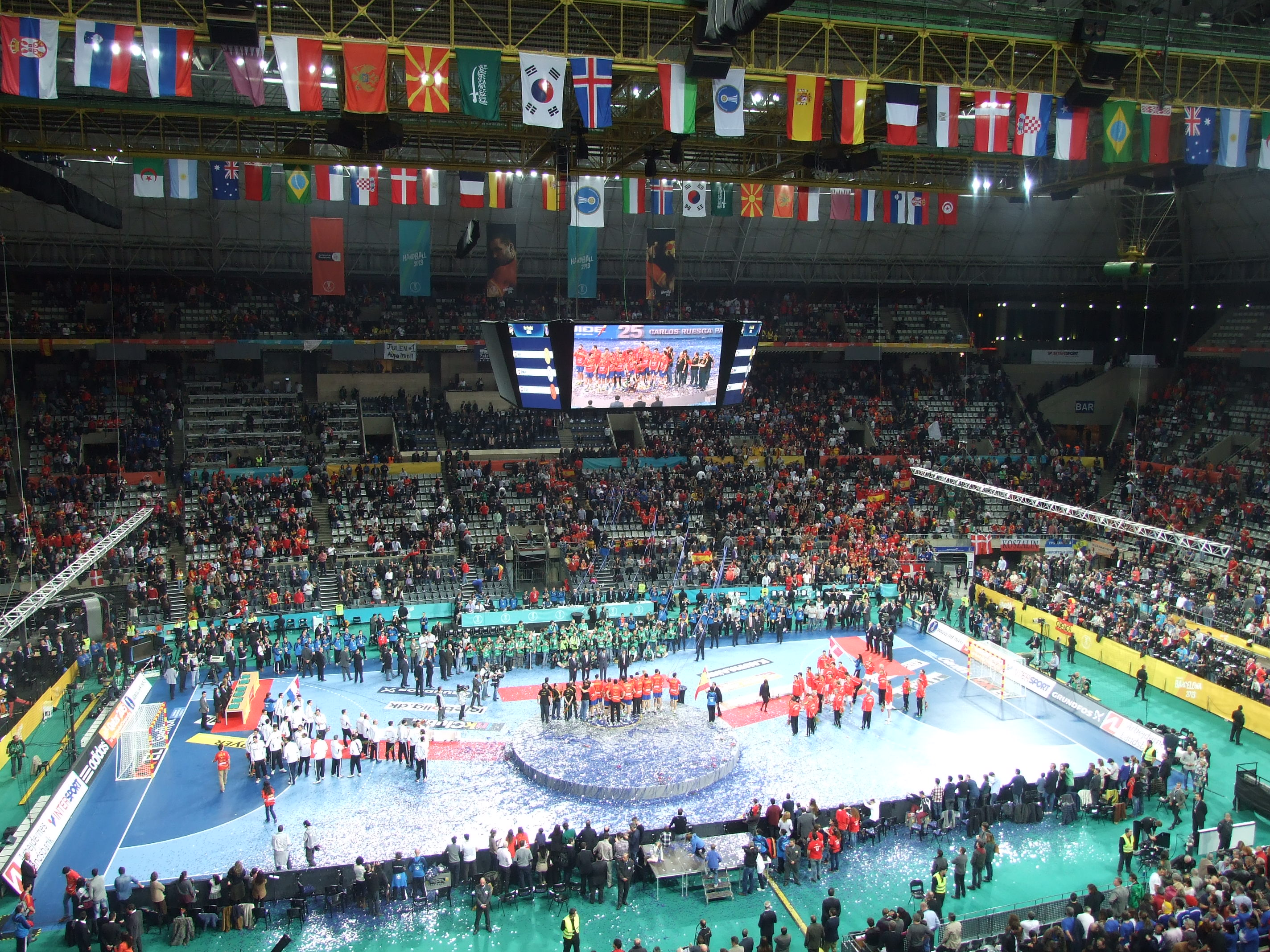
L'Espagne sur la plus haute marche du podium.

Le classement des équipes classées de la 5e à la 8e place et de la 9e à la 16e place est déterminé selon les critères suivants :
1. Nombre de points marqués contre les équipes classées de la 1re à la 4e place lors du tour préliminaire dans leur groupe,
2. Si une ou deux équipes possède le même nombre de points, le classement se fait selon la différence de buts des matchs considérés en 1,
3. Le cas échéant, une décision sur le classement se fait sur la base du plus grand nombre de buts marqués dans ces matchs considérés en 1.

Le classement final est :
| Rang                      | Équipe          | J | G | N | P | Bp  | Bc  | Diff |
| ------------------------- | --------------- | - | - | - | - | --- | --- | ---- |
| Médaille d'or, monde      | Espagne         | 9 | 8 | 0 | 1 | 280 | 183 | +97  |
| Médaille d'argent, monde  | Danemark        | 9 | 8 | 0 | 1 | 291 | 244 | +47  |
| Médaille de bronze, monde | Croatie         | 9 | 8 | 0 | 1 | 266 | 202 | +64  |
| 4                         | Slovénie        | 9 | 7 | 0 | 2 | 258 | 240 | +18  |
|                           |                 |   |   |   |   |     |     |      |
| 5                         | Allemagne       | 7 | 5 | 0 | 2 | 200 | 177 | +23  |
| 6                         | France          | 7 | 5 | 0 | 2 | 207 | 182 | +25  |
| 7                         | Russie          | 7 | 4 | 1 | 2 | 205 | 185 | +20  |
| 8                         | Hongrie         | 7 | 4 | 0 | 3 | 200 | 167 | +33  |
|                           |                 |   |   |   |   |     |     |      |
| 9                         | Pologne         | 6 | 4 | 0 | 2 | 153 | 137 | +16  |
| 10                        | Serbie          | 6 | 3 | 0 | 3 | 170 | 159 | +11  |
| 11                        | Tunisie         | 6 | 3 | 0 | 3 | 146 | 153 | -7   |
| 12                        | Islande         | 6 | 3 | 0 | 3 | 181 | 166 | +15  |
| 13                        | Brésil          | 6 | 3 | 0 | 3 | 148 | 154 | -6   |
| 14                        | Macédoine       | 6 | 2 | 1 | 3 | 165 | 171 | -6   |
| 15                        | Biélorussie     | 6 | 2 | 0 | 4 | 159 | 153 | +6   |
| 16                        | Égypte          | 6 | 1 | 1 | 4 | 156 | 154 | +2   |
|                           |                 |   |   |   |   |     |     |      |
| 17                        | Algérie         | 7 | 3 | 1 | 3 | 180 | 173 | +7   |
| 18                        | Argentine       | 7 | 2 | 0 | 5 | 167 | 193 | -26  |
| 19                        | Arabie saoudite | 7 | 2 | 0 | 5 | 152 | 203 | -51  |
| 20                        | Qatar           | 7 | 1 | 0 | 6 | 195 | 229 | -34  |
| 21                        | Corée du Sud    | 7 | 2 | 0 | 5 | 182 | 189 | -7   |
| 22                        | Monténégro      | 7 | 1 | 0 | 6 | 179 | 206 | -27  |
| 23                        | Chili           | 7 | 1 | 0 | 6 | 184 | 236 | -52  |
| 24                        | Australie       | 7 | 0 | 0 | 7 | 93  | 276 | -183 |

L'Espagne obtient à cette occasion sa qualification pour le Championnat du monde 2015.

## Statistiques et récompenses

### Équipe-type
| Landin Dibirov Aguinagalde Lindberg A. Entrerríos Duvnjak Nagy Meilleur joueur : Hansen Meilleur buteur : Eggert (55 buts)               |
| Équipe-type du championnat du monde 2013                                                                                                 |
| · Landin · Dibirov · Aguinagalde · Lindberg · A. Entrerríos · Duvnjak · Nagy Meilleur joueur : Hansen Meilleur buteur : Eggert (55 buts) |

L'équipe-type du tournoi est composée des joueurs suivants, :
- meilleur joueur (Most Valuable Player) : Mikkel Hansen,  Danemark.
- meilleur gardien de but : Niklas Landin Jacobsen,  Danemark
- meilleur ailier gauche : Timour Dibirov,  Russie
- meilleur arrière gauche : Alberto Entrerríos,  Espagne
- meilleur demi-centre : Domagoj Duvnjak,  Croatie
- meilleur pivot : Julen Aguinagalde,  Espagne
- meilleur arrière droit : László Nagy,  Hongrie
- meilleur ailier droit : Hans Lindberg,  Danemark

### Statistiques individuelles
| Rang | Joueur                  | Équipe      | Buts | Tirs | %    | MJ | Moy. |
| ---- | ----------------------- | ----------- | ---- | ---- | ---- | -- | ---- |
| 1    | Anders Eggert           | Danemark    | 55   | 65   | 85 % | 9  | 6,1  |
| 2    | Ivan Čupić              | Croatie     | 50   | 70   | 71 % | 9  | 5,6  |
| 3    | Timour Dibirov          | Russie      | 46   | 68   | 67 % | 7  | 6,6  |
| 4    | Siarhei Rutenka         | Biélorussie | 46   | 69   | 66 % | 6  | 7,7  |
| 5    | Kiril Lazarov           | Macédoine   | 44   | 75   | 58 % | 6  | 7,3  |
| 6    | Ahmed El-Ahmar          | Égypte      | 42   | 77   | 54 % | 6  | 7,0  |
| 7    | Guðjón Valur Sigurðsson | Islande     | 41   | 70   | 58 % | 6  | 6,8  |
| 8    | Domagoj Duvnjak         | Croatie     | 41   | 72   | 57 % | 9  | 4,6  |
| 9    | Emil Feuchtmann         | Chili       | 40   | 65   | 61 % | 7  | 5,7  |
| 10   | Jure Dolenec            | Slovénie    | 39   | 51   | 76 % | 9  | 4,3  |

| Rang | Joueur                 | Équipe       | %      | Arrêts | Tirs | MJ | Moy. |
| ---- | ---------------------- | ------------ | ------ | ------ | ---- | -- | ---- |
| 1    | Marcin Wichary         | Pologne      | 46,6 % | 34     | 73   | 5  | 6,8  |
| 2    | Karim Hendawy          | Égypte       | 44,0 % | 22     | 50   | 5  | 4,4  |
| 3    | Péter Tatai            | Hongrie      | 43,4 % | 46     | 106  | 5  | 9,2  |
| 4    | Primož Prošt           | Slovénie     | 39,2 % | 56     | 143  | 9  | 6,2  |
| 5    | José Manuel Sierra     | Espagne      | 39,3 % | 33     | 84   | 6  | 5,5  |
| 6    | Roland Mikler          | Hongrie      | 38,5 % | 67     | 174  | 6  | 11,2 |
| 7    | Lee Dong-myung         | Corée du Sud | 38,2 % | 34     | 89   | 6  | 5,7  |
| 8    | Niklas Landin Jacobsen | Danemark     | 37,7 % | 90     | 239  | 8  | 11,3 |
| 9    | Mirko Alilović         | Croatie      | 36,2 % | 97     | 268  | 9  | 10,8 |
| 10   | Marouène Maggaiez      | Tunisie      | 36,0 % | 64     | 178  | 6  | 10,7 |

## Effectif des équipes sur le podium

### Champion du monde:Espagne
L'effectif de l'Espagne, championne du monde, est :
- Julen Aguinagalde
- Aitor Ariño
- Joan Cañellas
- Alberto Entrerríos
- Antonio García Robledo
- Gedeón Guardiola
- Jorge Maqueda
- Ángel Montoro (en)
- Viran Morros
- Valero Rivera (fils)
- Albert Rocas
- Carlos Ruesga
- Daniel Sarmiento
- José Manuel Sierra
- Arpad Šterbik
- Víctor Tomás

Entraîneur : Valero Rivera (père)

### Vice-champion du monde:Danemark
L'effectif du Danemark, vice-championne du monde, est :
- Anders Eggert
- Jannick Green
- Mikkel Hansen
- Niklas Landin Jacobsen
- Mads Mensah Larsen
- Rasmus Lauge
- Hans Lindberg
- Nikolaj Markussen
- Henrik Møllgaard
- Casper Ulrich Mortensen
- Kasper Nielsen
- Jesper Nøddesbo
- Kasper Søndergaard
- Bo Spellerberg
- Lasse Svan Hansen
- Henrik Toft Hansen
- René Toft Hansen

Entraîneur : Ulrik Wilbek

### Troisième place:Croatie
L'effectif de la Croatie, médaille de bronze, est :
- Mirko Alilović
- Damir Bičanić
- Ivan Čupić
- Domagoj Duvnjak
- Jakov Gojun
- Zlatko Horvat
- Filip Ivić
- Marko Kopljar
- Blaženko Lacković
- Stipe Mandalinić
- Marino Marić
- Željko Musa
- Ivan Ninčević
- Lovro Šprem
- Luka Stepančić
- Manuel Štrlek
- Igor Vori
- Drago Vuković

Entraîneur : Slavko Goluža